# Mission jésuite du Pérou
La Mission jésuite du Pérou est une œuvre d’évangélisation chrétienne entreprise par la Compagnie de Jésus en Amérique du Sud (côté Océan pacifique), à partir du Pérou. Il y a l’ancienne mission, commencée en 1567 (peu après l’établissement de la vice-royauté du Pérou) qui fut interrompue lorsque les Jésuites furent expulsés d’Espagne, en 1767. Et la nouvelle mission, qui reprit en 1871. La nouvelle "Province du Pérou" fut érigée en 1968.

## Pendant la Vice-royauté du Pérou
En 1542, la vice-royauté du Pérou est créée et comprend l’ensemble des possessions coloniales espagnoles – du Panama à l'Argentine et au Paraguay – dans le Nouveau monde. Lima en est le centre stratégique et administratif. Le diocèse de Lima avait été érigé l’année précédente, en 1541. Des missionnaires religieux, Dominicains, Franciscains, Augustins et d’autres y sont présents depuis la conquête du Pérou en 1532. 
À partir de 1555 des demandes répétées arrivent à saint Ignace pour la fondation d’un collège jésuite dans la vice-royauté. Par deux fois, des groupes de trois pères, désignés par saint Ignace (1555) et son successeur Diego Lainez (1559), ne purent partir. C’est finalement sous le généralat de François de Borgia qu’un groupe de sept jésuites débarque à Carthagène, en décembre 1567. Et au Panama en janvier 1568. Saint François de Borgia est considéré comme le fondateur de la province jésuite du Pérou, la plus ancienne d’Amérique latine.  
Parmi eux le père Antonio Alvarez et le frère Francisco de Medina sont envoyés à Lima où ils arrivent le 1er avril 1568. La première fondation est celle du collège Saint-Paul, ouvert peu après à Lima (1568) pour les Espagnols et Créoles. Le 8 novembre 1569, vingt autres missionnaires arrivent des provinces de Castille, d'Andalousie et de Tolède. Par ailleurs, la mission de Floride (en Amérique du Nord) est rattachée à la province nouvellement créée du Mexique (Nouvelle-Espagne) en 1571. En 1583 la mission du Pérou comprend déjà 137 membres.   
Du temps colonial espagnol les Jésuites ouvrirent des collèges dans les villes plus importantes tels les collège Saint-Paul et Colegio Real de San Martín (es) à Lima et le Colegio San Francisco de Borja (es) ou le Collège des Nobles à Cuzco, ouvert pour les fils des caciques. Mais ils furent actifs également parmi les indigènes dans les célèbres missions de Maynas – avec les Jivaros – de l'autre côté du Pongo de Manseriche; dans les Réductions (les plus importantes furent celles du Cercado de Lima et celles de Juli et Pomata à Puno), et dans l'éducation des villages (les œuvres les plus importantes ont été leurs missions et leurs œuvres apostoliques sont financées par les revenus des haciendas que la Compagnie de Jésus possédait sur la côte péruvienne.
Les églises construites à cette époque par les Jésuites sont remarquables: la basilique et couvent San Pedro et les églises de la Compagnie à Arequipa, Ayacucho, Cuzco, Trujillo, Ica, etc. en plus des églises des Réductions à Juli, autour du lac Titicaca.
Lorsqu'en 1767 les Jésuites sont brutalement expulsés d'Espagne et de ses colonies, les missionnaires sont immédiatement expulsés du Pérou. Leurs haciendas sont distribuées et leurs biens confisqués. Ainsi, par exemple, la riche bibliothèque du biséculaire Collège Saint-Paul sera le noyau originel de la Bibliothèque nationale du Pérou et le bâtiment du noviciat deviendra le siège de l'Université nationale principale de San Marcos (la Casona).

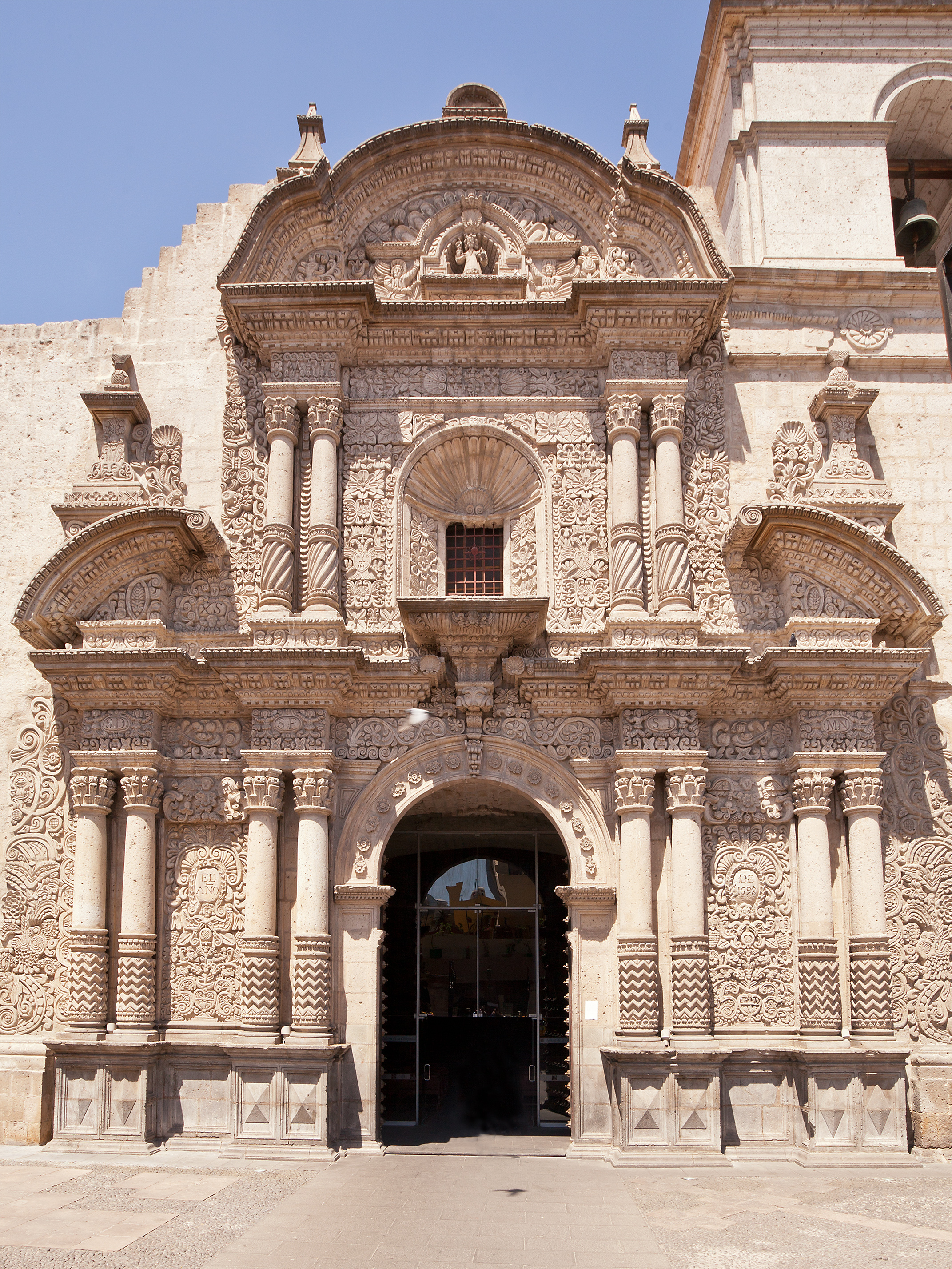
Église jésuite d'Arequipa.
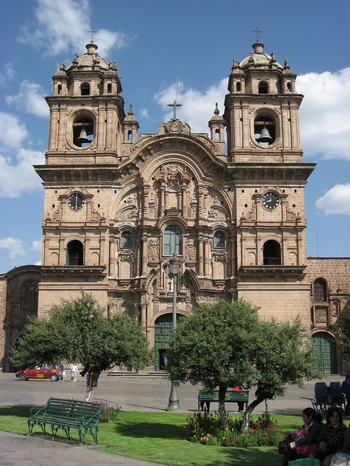
Église jésuite de Cuzco.
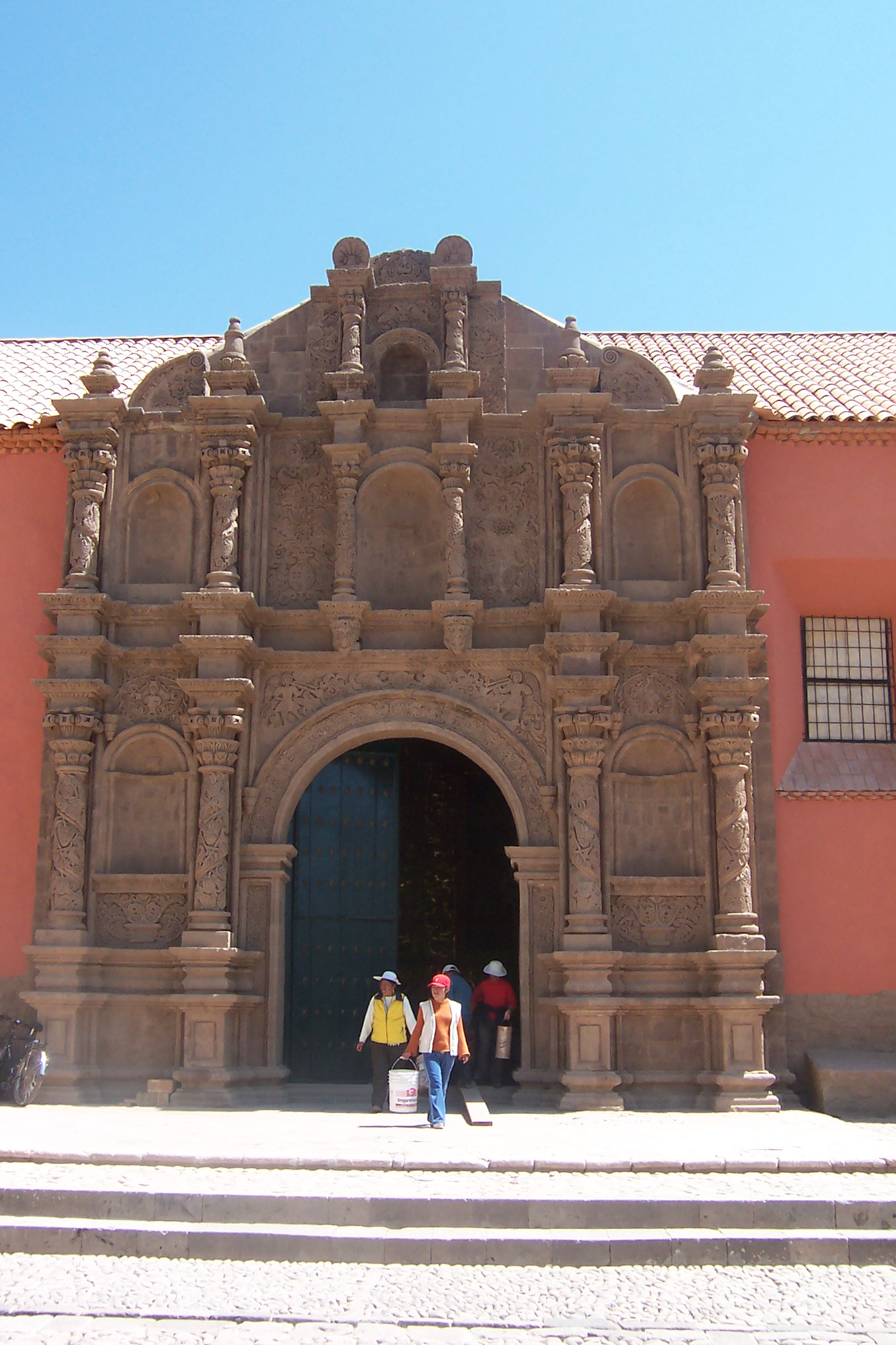
Église dominicaine (achevée par les jésuites) à Juli.

## Dans le Pérou indépendant
La Compagnie est autorisée à retourner au Pérou en 1871, devant recommencer tout son travail d'évangélisation. La mission péruvienne ne sera érigée en province jésuite indépendante qu'en 1968 (400 ans après l'arrivée des jésuites au Pérou), sur décision du Père Général Pedro Arrupe. L'histoire de la nouvelle province peut être racontée en six chapitres:

### 1° Le Retour (1871-1945)
L'intention des premiers jésuites revenus au Pérou n'était pas de rester à Lima, mais de se rendre à Huánuco, pour laquelle l'évêque les avait amenés d’Équateur et d'Espagne. Le Pérou est le dernier pays d'Amérique latine vers lequel la Compagnie retourne alors qu'il avait été le premier où elle était arrivée. Ils fondent une école à Lima en 1878 : le Colegio de la Inmaculada. En 1898, ils ouvrent une autre école à Arequipa, le Colegio San José et prennent en charge le Templo de La Compañía. Ils réussissent donc à rouvrir des écoles dans les deux grands centres du Pérou, des générations de jeunes et d'associations chrétiennes y sont formées remplissant un important apostolat dans les deux villes.

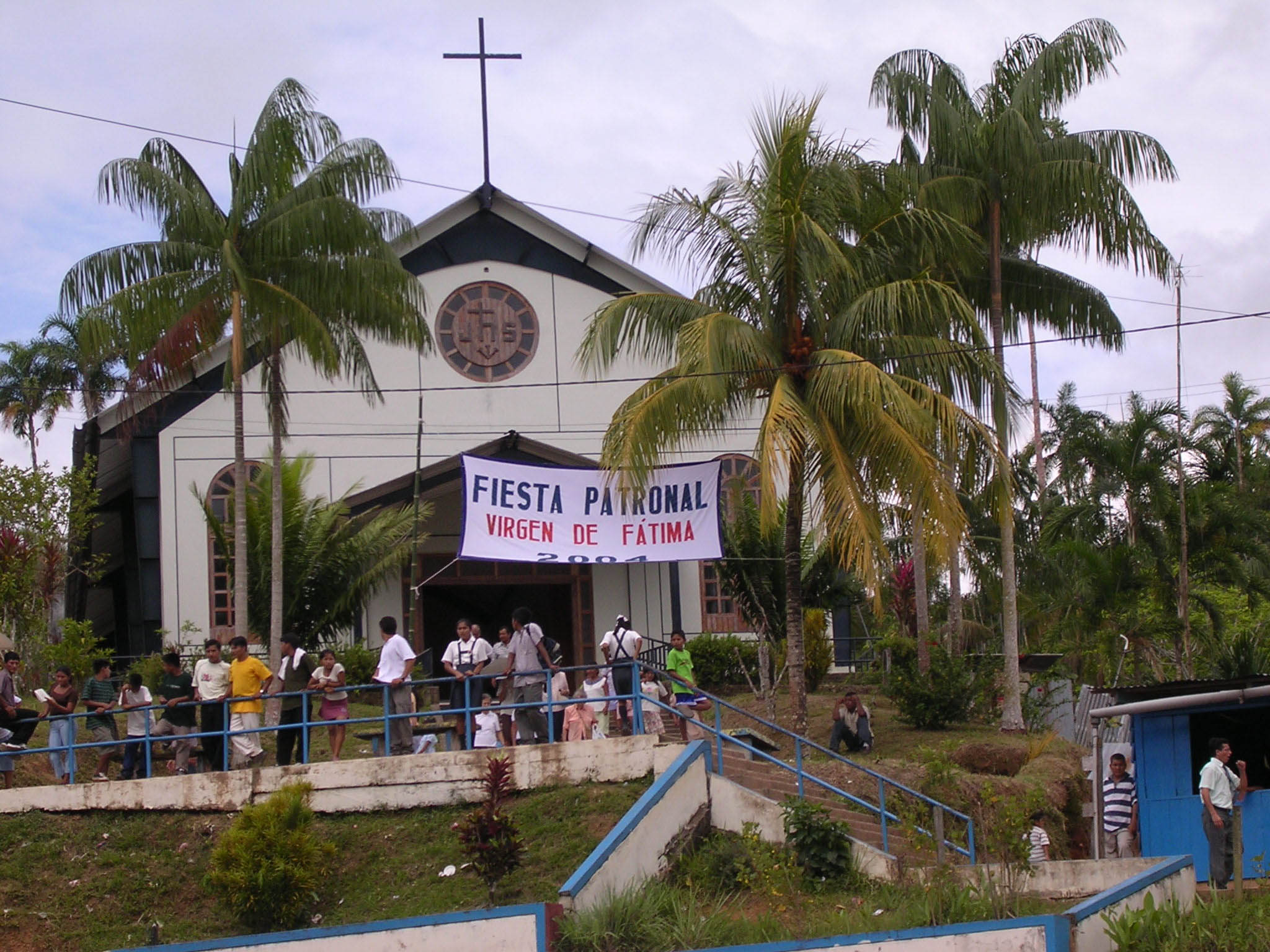
Paroisse de Fátima, en Sta. María de Neige (Amazone).

### 2° Le Vicariato de Jaén (1946-1950)
Quelques jésuites passaient déjà par Maynas, lorsque, au début de 1946, le Pape confia à la Compagnie l'attention du Vicariat de San Francisco Javier del Marañón. Ce fut une étape clé dans l'histoire de la province péruvienne alors qu'elle commençait à atteindre les frontières et le monde indigène. La chaîne des missions était longue et servait de passerelle vers l'Amazonie (San Ignacio, Santa Rosa, Bellavista, Nieva, La Coipa, Tabaconas, Jaén, Pucará, Chiriaco, Colasay, ...). Tout comme la chaîne de services pastoraux s'est aussi allongée en réponse aux défis de cette Église: Paroisses et centres éducatifs, catéchistes et "Etsejin", diffusion et formation technique, Vicariat de solidarité, environnement, etc.

### 3° Dans les villes du Pérou (1951-1967)
Le pays a grandi dans sa population et dans ses relations. Les villes étaient les nœuds du tissu d'une société ayant un plus grand besoin d'intégration. La Provincia Peruana couvrait une grande partie de la carte et s'étendait au sud jusqu'à Tacna, dans les montagnes jusqu'à Cusco, Juliaca, Abancay et Huancayo, au nord jusqu'à Chiclayo et Piura, et à Lima même avec les paroisses de Fatima, Santo Toribio , Desamparados. Elles ont offert un soutien spirituel et une éducation qui a promu la manière de contribuer au pays. Ici a commencé Fe y Alegría avec sa proposition de réaliser une éducation publique de qualité en faveur des marginalisés. Et la fondation de l'Universidad del Pacífico (Pérou) ou orienter l'Université pontificale catholique du Pérou (Felipe Mac Gregor en fut le pionnier) voulait être une contribution au professionnalisme du pays.

### 4ª Temps d'Insertion (1968-1980)
L'Église a vécu l'esprit de Vatican II et était proche de la société, en dialogue avec les questions du monde et discernant les signes des temps. En Amérique latine, Medellin et Puebla ont parlé de justice et d'option pour les moins favorisés. La Compagnie péruvienne a approuvé le 4e décret de la 32ème Congrégation Générale: «La mission aujourd'hui est le service de la foi, dont la promotion de la justice constitue une exigence absolue». En 1968, la Province du Pérou a été créée avec trois régions, qui ont assumé plus de défis locaux: le Sud avec Arequipa, Tacna et Juliaca (en collaboration avec la Province de Chicago), le Vicariat, et Lima avec les montagnes et la Côte Nord. Tout cela a ouvert des canaux de solidarité et d'engagement: les travaux d'éducation pastorale et populaire sociale se sont multipliés en secteurs marginaux, les paroisses d'El Agustino avec la SEA, Urcos avec le CCAIJO, Chachapoyas, Jarpa avec le PROCAD, avec le CIPCA et le CEOP d'Ilo. Des années ils ont appris à marcher avec les gens, prendre leurs préoccupations à leur compte et les aider à surmonter les niveaux de pauvreté et d'injustice, si contraires à l'Évangile.

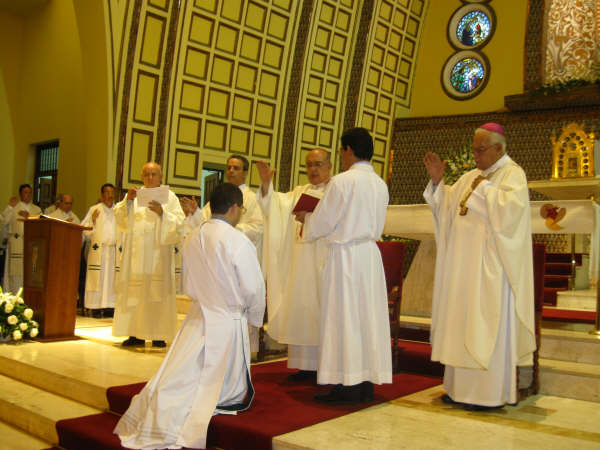
Ordination sacerdotale.

### 5° Accompagner au milieu de la crise (1981-1994)
Le pays est entré dans des processus critiques qui mettent en péril toute tentative d'aller de l'avant. Le travail de la Compagnie se rapprochait de jour en jour des terribles problèmes subis par la population. Une maison est ouverte à Ayacucho, un département puni par la violence, mais partout où la Compagnie est présente, des soupes populaires, des programmes maternels, des comités de défense des droits humains qui contribuent à la coexistence et à la subsistance sont mis en place. De nouvelles œuvres apparurent pour former les gens et assumer la marche du pays, comme maintenant l'Université Antonio Ruiz de Montoya ou le Centre de Spiritualité et les Centres Loyola, qui émergèrent plus tard, avec la spiritualité ignatienne comme pédagogie et la liberté et discerner les décisions.

### 6e Travail en réseaux (depuis 1995)
La 34ème Congrégation Générale de la Compagnie de Jésus décrète: "Nous collaborons avec d'autres personnes qui essaient de construire un monde de vérité, de justice, de liberté, de paix et d'amour". Convaincus de cela et sachant qu'il est typique d'un monde global, les jésuites entrent dans la dynamique de la mise en réseau. La Compagnie avait déjà Fe y Alegría et mettait en œuvre le CORAJE à Tacna, CONSIGNA pour l'éducation, SEPSI pour les centres sociaux, la Red Apostólica Ignaciana (RAI) et le Consortium «Juventud y País» pour la participation des jeunes à la gestion locale.

## Personnalités
Le travail intellectuel, artistique et missionnaire de la Compagnie de Jésus pendant la période vice-royale est bien connu. Faits saillants: Blas Valera (écrivain, premier jésuite péruvien), José de Acosta (chercheur et écrivain), Antonio Ruiz de Montoya (linguiste et fondateur des Missions du Paraguay), Bernardo Bitti (peintre maniériste), Francisco del Castillo (prédicateur, « l'apôtre de Lima »), etc .; et au cours des Lumières, Juan Pablo Viscardo y Guzmán (idéologue de l'indépendance américaine).
À eux s'ajoute une liste de jésuites qui, tout au long du XXe siècle, ont énormément contribué au développement de l'Église péruvienne et, en général, à la vie nationale: Felipe Mac Gregor (philosophe et recteur du PUCP), Rubén Vargas Ugarte (Historien et Recteur du PUCP), Manuel Marzal (Anthropologue, premier président de l'Université Ruiz de Montoya, José Luis Rouillon (Humaniste, cinéaste), Romeo Luna-Victoria (grand prédicateur), le Cardinal Augusto Vargas Alzamora (Archevêque de Lima), Mgr Fernando Vargas Ruiz de Somocurcio (Archevêque d'Arequipa), Mgr Ricardo Durand Flórez (Évêque de Callao), José María Guallart (Missionnaire parmi les Aguarunas et Huambisas, écrivain), Vicente Santuc (Philosophe, Premier Recteur de l'Université Antonio Ruiz de Montoya).

## Dans le Pérou d'aujourd'hui
Aujourd'hui, le Pérou compte environ 160 jésuites. La majorité est active à travers différentes œuvres apostoliques; d'autres sont en formation ou sont déjà trop âgés pour pouvoir travailler.

## Œuvres apostoliques
- Fey y Alegría du Pérou http://www.feyalegria.org/peru
- Colegio de La Inmaculada (Lima) http://www.ci.edu.pe
- Colegio San José (Arequipa) http://www.csj.edu.pe
- Colegio San Ignacio (Piura) http://www.colegiosanignacio.edu.pe
- Colegio Cristo Rey (Tacna) http://www.ccr.edu.pe
- Universidad Antonio Ruiz de Montoya http://www.uarm.edu.pe
- Universidad del Pacífico http://www.up.edu.pe
- Vicariato San Francisco Javier du Marañon http://www.vicariatodejaen.org/
- Seminario Diocesano San Luis Gonzaga http://www.vicariatodejaen.org/
- Parroquia de San Pedro (Cercado, Lima) http://www.sanpedrodelima.org
- Parroquia Nuestra Señora de Fátima (Miraflores, Lima) http://www.parroquiafatima.org